# Julia Caroline Ripley Dorr
Julia Caroline Ripley Dorr (ur. 13 lutego 1825 w Charleston w stanie Karolina Południowa, zm. 1913) – poetka i prozaiczka amerykańska.

## Życiorys
Była jedynym dzieckiem Williama S. Ripleya i Zulmy Caroline Thomas, która zmarła półtora roku po urodzeniu córki. W 1847 wyszła za mąż za prawnika i polityka Senekę Mila Dorra (1820-1884). Miała z nim trzech synów. Po jego śmierci dużo podróżowała. Znała się i korespondowała z Ralphem Waldo Emersonem, Williamem Cullenem Bryantem, Henrym Wadsworthem Longfellowem, Williamem Deanem Howellsem i Rowlandem E. Robinsonem. Zmarła w swojej willi The Maples w Rutland 18 stycznia 1913. Została pochowana na Evergreen Cemetery w Rutland.

## Twórczość
Julia Caroline Ripley Dorr pisała wiersze od dzieciństwa, ale nie publikowała ich. Kiedy miała dwadzieścia cztery lata jeden z jej liryków został przyjęty do druku w The Union Magazine. Za ten utwór poetka otrzymała pokaźne honorarium w wysokości pięciu ówczesnych dolarów. Później opublikowała Friar Anselmo, and Other Poems (1879), Afternoon Songs (1885), Afterglow: Later Poems (1901), Beyond the Sunset. Latest Poems (1909), Last Poems, Including Afterglow and Beyond the Sunset (1913). Pisała też utwory prozatorskie: Isabel Leslie (1848), Farmingdale (1854), Lanmere (1856), Sybil Huntingdon (1869),  Expiation (1872), Bermuda (1884), The Flower of England's Face (1895), A Cathedral Pilgrimage (1896) i In King's Houses (1898). Pisała między innymi sonety.